# Pipistrellus wattsi
Pipistrellus wattsi — вид роду нетопирів.

## Середовище проживання
Країни проживання: Папуа Нова Гвінея. Висота проживання: від 0 до 200 м над рівнем моря. Цей вид був записаний в прибережних низовинах, але може полювати на комах і в міських областях.

## Загрози та охорона
Порушення або руйнування місць спочинку тварин може представляти загрозу для цього виду. Не відомо, чи цей вид є в будь-якій з природоохоронних територій.